# Idrī
Idrī (arabiska: إدري) är en distriktshuvudort i Libyen.   Den ligger i distriktet Wadi Al Shatii, i den västra delen av landet, 600 km söder om huvudstaden Tripoli. Idrī ligger 369 meter över havet och antalet invånare är 4 611.
Terrängen runt Idrī är platt.  Trakten runt Idrī är nära nog obefolkad, med mindre än två invånare per kvadratkilometer. Det finns inga andra samhällen i närheten. Trakten runt Idrī är ofruktbar med lite eller ingen växtlighet.